# Eucremastus villiersi
Eucremastus villiersi är en stekelart som först beskrevs av Pierre L. G. Benoit 1953.  Eucremastus villiersi ingår i släktet Eucremastus och familjen brokparasitsteklar. Inga underarter finns listade i Catalogue of Life.